# Anna Borelius-Brodd
Magnhild Anna Berta Borelius-Brodd, född 23 november 1925 i Uppsala, död 31 augusti 2021 i Djursholm, var en svensk arkitekt; dotter till professorn i fysik Gudmund Borelius (1889–1985) och Magnhild Tornberg (1892–1970). Hon var gift med Arne Brodd (1924–2016). 

## Utbildning och verksamhet
Borelius-Brodd tog studentexamen på reallinjen i Stockholm 1945. Därefter studerade hon vid Kungliga Tekniska Högskolan i Stockholm 1945–1950, med examensarbete 1952. Hon praktiserade på Fife County Council i Skottland 1947–1948. 1954 tog hon studentexamen på latinlinjen med påföljande studier i italienska på universitetet 1955–1956. Hon var assistent i husbyggnadslära på Kungliga Tekniska Högskolan i Stockholm 1955–1956. 1957 fick hon italienska statens stipendium för studier i Rom. Sedan 1987 var hon teknologie hedersdoktor vid KTH.
Borelius-Brodd var anställd på Kooperativa förbundets arkitektkontor hos Olof Thunström 1949–1956. Hon var specialelev på Konstfack 1962 samt anställd på Bostadsstyrelsen i Stockholm som byrådirektör på tekniska byrån 1957–1962 och som överingenjör på tekniska byrån 1968–1988. Hon arbetade på Kooperativa Förbundets Arkitekt- och Ingenjörsbyrå AB 1962–1967, och på Boverket i Stockholm 1988–1991.
Borelius-Brodd hade en rad uppdrag under sitt yrkesliv. Hon var ordförande i Kvinnliga Teknologers Sammanslutning 1948–1949 och ordförande i byggstandardiseringens arbetsgrupp - Bostadens inredning. Delegat i ISO Kitchen Equipment. Ordförande i Konstfacks linjenämnd. Medlem i styrelsen för Konstfack, redaktionskommittén för tidskriften Arkitektur, redaktionskommittén för tidskriften Utblick Landskap, sakkunnig i Statens institut för byggnadsforskning, ordförande Föreningen Svensk Form, vice ordförande i Forum för kunskapsvård och forskningsinformation.

## Egna publikationer
- Gustavsbergs badrumskatalog 1965.
- Arkitektur 1969:10 sid 3, Den goda bostaden
- Arkitektur 1969:10 sid 6, Sovplatser - yta – kostnad.
- Arkitektur 1978:7 sid 10, Min godaste bostad.
- Arkitektur 1978:10 sid 32, Naturligt-vis.
- Arkitektur 1981:4 sid 8, Bostadsstyrelsens ritningar.
- Arkitektur 1981:8 sid 45, Mindre men inte sämre lägenheter.
- Arkitektur 1983:5 sid 7, Medel till konst.
- Arkitektur 1985:7 sid 25, Det kontinuerliga samtalet (Röster om BO 85.)
- Arkitektur 1986:1 sid 39, Forskare skriver bostadsbok.
- Arkitektur 1987:1 sid 63, En idé vad är det för något?
- Arkitektur 1987:3 sid 26, Replik.
- Arkitektur 1987:7 sid 31, Nästan ända fram.
- Arkitektur 1995:6 sid 30, Närhetens naturdemokratiska tradition.
- ThunOlle. Olof Thunström - en folkhemmets arkitekt, Stockholm 1999 (tillsammans med Gunnar Henriksson, Sven Silow och John Sjöström).